# Parque del Gafos
El parque del Gafos es un parque público situado en la ciudad española de Pontevedra. Es un parque lineal que rodea el río Gafos, que atraviesa el sur de la ciudad de este a oeste.

## Historia
Las cristalinas aguas del río Gafos eran el lugar elegido por las lavanderas para lavar la ropa en la ciudad desde el siglo XIX, de ahí que existieran cinco lavaderos. En 1970 se cubrió el río Gafos en el barrio de Campolongo en una extensión de 500 metros, se construyó un túnel para canalizar sus aguas y se creó un paseo sobre él en diciembre de 1970. Con el crecimiento acelerado de la ciudad, la degradación del río Gafos y sus riberas durante las últimas décadas del siglo XX, hizo despertar la conciencia ciudadana para su cuidado, siendo la asociación más importante para su defensa la asociación Vaipolorío, creada en 2001.
A partir de 2001 se adoptó decididamente la idea de recuperar las riberas del río. La Junta de Galicia puso en marcha un proyecto de recuperación para la creación de un parque en su margen derecha a su paso por la ciudad, que finalizó con la creación de un parque lineal inaugurado el 29 de noviembre de 2007.
En 2019 se retomó la idea de descubrir el cauce del río a su paso por el barrio de Campolongo, lo que permite la creación de un parque lineal de 81 000 metros cuadrados a su alrededor. En marzo de 2019, el río Gafos fue declarado espacio protegido, concretamente Espacio Natural de Interés Local (ENIL).
En marzo de 2025 se presentó el proyecto de destape del río Gafos a su paso por el barrio de Campolongo, en el tramo comprendido entre la calle Alcalde Hevia y la avenida General Antero Rubín. Esta iniciativa transforma todo este espacio en un parque fluvial, eliminando los 535 metros de hormigón que encajonaban el cauce del río y renaturalizando sus alrededores. El proyecto contempla la instalación de tres pasarelas peatonales de hormigón con acabado en granito y barandillas de acero inoxidable. La más grande, ubicada cerca del CEP Campolongo, tiene 12 metros de ancho y funciona como una plaza con mobiliario urbano. Las otras dos están situadas en las inmediaciones del parque infantil y cruzando la calle Iglesias Vilarelle. Para integrar el río en su entorno, se incorporan barandillas, vegetación y terrazas y escolleras de granito, además de una pradera silvestre y zonas inundables para mitigar los efectos del cambio climático. Esta actuación incluye una balconada en la avenida General Antero Rubín, que sirve como mirador, y la conservación de árboles de gran porte para mantener áreas de sombra. Asimismo, se habilitan una pequeña playa fluvial, un área de picnic, hamacas infantiles, mesas de juego y fuentes potables accesibles. La zona verde, que ya cuenta con 90 árboles de gran porte, se amplia con la plantación de 98 nuevos grandes ejemplares de hoja caduca, 290 sauces y diversas especies arbustivas. El nuevo parque al paso del río por Campolongo se estructura en cuatro áreas diferenciadas: el lecho fluvial, con zonas inundables en algunos tramos; la zona de ribera, más próxima al cauce con terrazas y laderas de acceso al río; el paseo, donde están los caminos; y el propio parque fluvial, situado en las inmediaciones de la iglesia de San José.

## Descripción
El parque tiene 6,5 kilómetros de largo y dos kilómetros en su parte urbana y una superficie total de 47 hectáreas. Las orillas del río se han transformado en algunos lugares en grandes zonas recreativas y de descanso.
El parque consta de tres zonas bien delimitadas de sur a norte:
- desde el municipio vecino de Vilaboa hasta el cruce de O Pino, a las afueras de la ciudad, el tramo más natural, donde existen algunas pasarelas de madera o losas de piedra para cruzar el río.
- el tramo urbano desde el cruce de O Pino hasta el barrio de Campolongo. Posee un camino de grava con césped en uno o dos lados, con bolardos LED paisajísticos de hierro oxidado, bancos y puentes de madera. Una pasarela y un puente de madera facilitan el paso de peatones donde el río es más inaccesible por la invasión de edificaciones en sus márgenes.[18] La fuente del Gorgullón se encuentra en esta zona. En este tramo también se celebran festivales.[19]
- Desde el barrio de Campolongo hasta su desembocadura en la ría de Pontevedra, el tramo más modificado, existen algunas pasarelas de madera y un puente. En esta parte hay varios molinos antiguos que se utilizaban para moler grano.[20][21]

En este parque lineal hay sotobosque (líquenes, helechos, musgos, zarzas), arbustos y árboles autóctonos (laurel, aliso,  sauce, roble, fresno, abedul,chopo y castaño). En cuanto a la fauna, el parque cuenta con numerosas aves como currucas, vencejos, cucos,  golondrinas, herrerillos, abubillas, tórtolas, jilgueros y estorninos.

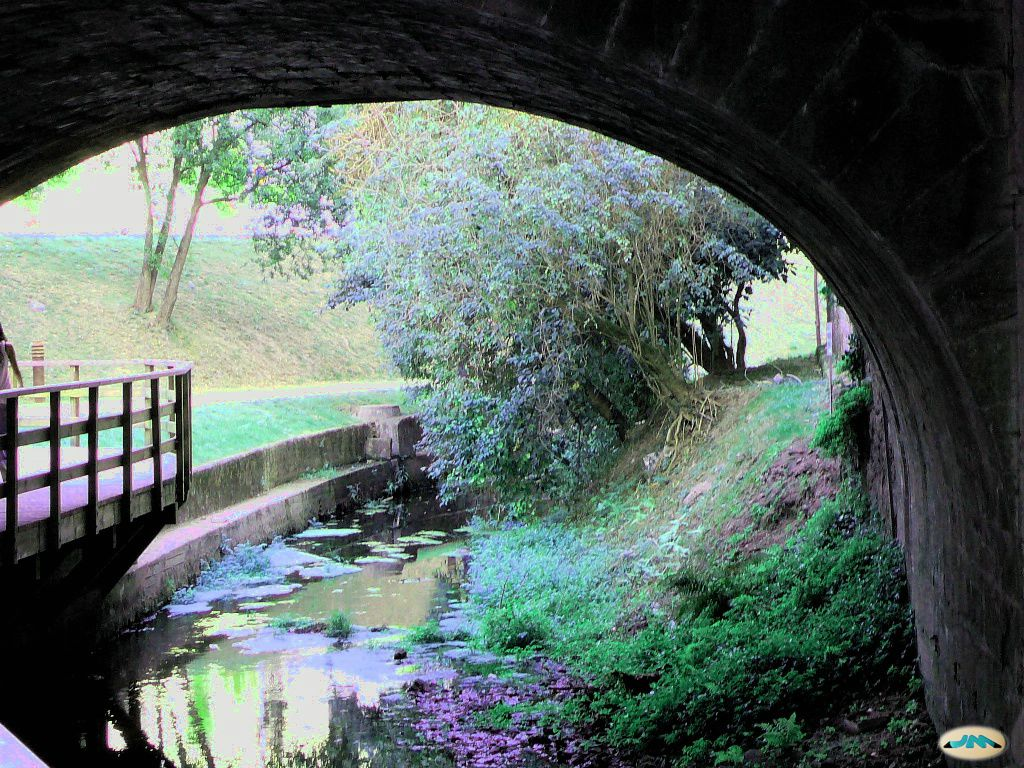
Puente Bolera
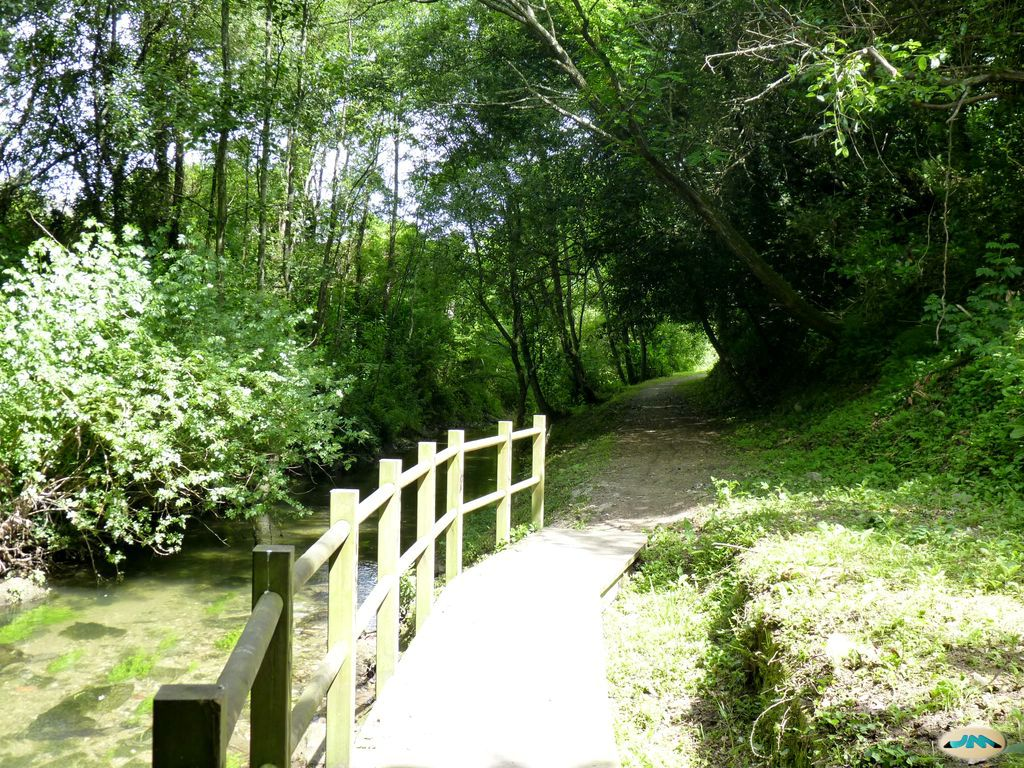
Sendero
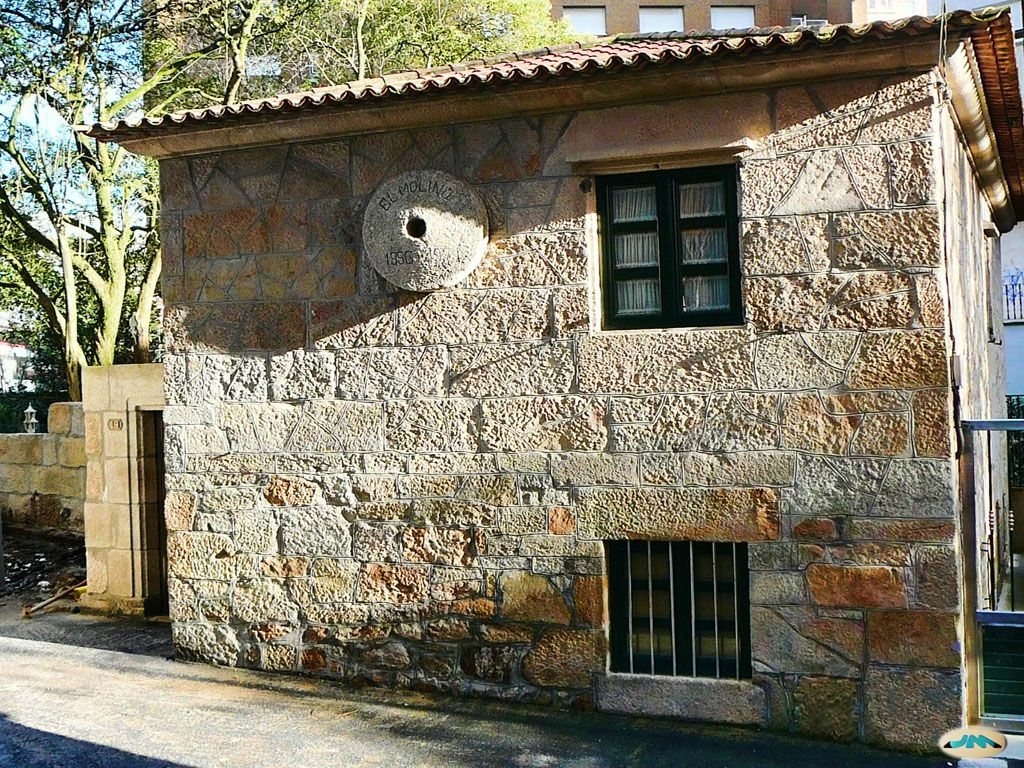
Antiguo molino